# Belgrád–Bar-vasútvonal

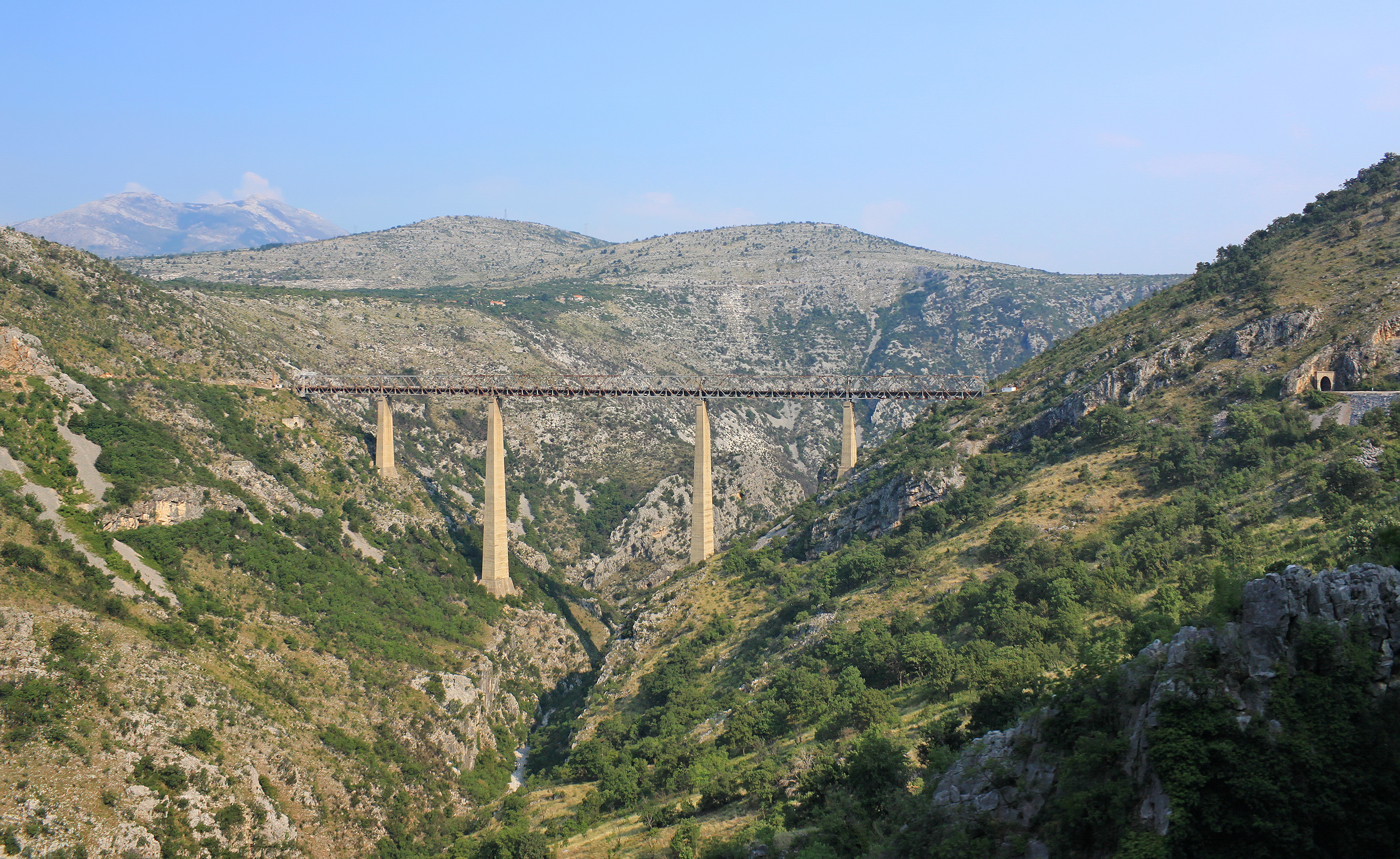
A Mala Rijeka Viadukt a vasútvonal leghíresebb műtárgya

A Belgrád–Bar-vasútvonal (szerb nyelven: Пруга Београд-Бар/Pruga Beograd-Bar) egy normál nyomtávú, egyvágányú, 476 km hosszú, 25 kV 50 Hz-cel villamosított vasútvonal Szerbiában, Montenegróban és Bosznia-Hercegovinában a szerb főváros, Belgrád, és a montenegrói kikötőváros, Bar, között. Európa egyik legszebb vasútvonala.
A vasútvonalból 301 km van Szerbiában és 175 km Montenegróban. A vonalon 254 alagút, melyeknek a teljes hossza 114 435 m és 435 híd, melyek teljes hossza 14 593 m található. A leghosszabb alagút a "Sozina" (6,17 km) és a  "Zlatibor" (6,17 km). A legnagyobb és legismertebb híd a Mala Rijeka Viadukt, 498 m hosszú és 198 m magasan halad a földfelszíntől. A vasút legmagasabb pontja Kolašin állomásnál van, itt 1032 m a tengerszinttől mérve. Egy rövid 9 km-es szakasz áthalad Bosznia-Hercegovinán is, de a vonatok itt nem állnak meg. Az utazási idő eredetileg 7 óra volt, de a jelenlegi pályaállapotok miatt több helyen sebességkorlátozás van, így napjainkban 10 órás az út. Tervben van a vonal felújítása.

## Története
A vonal megépítéséről 1966-ban döntöttek, az szocialista Jugoszlávia nemzeti terve részeként.
A vasutat több lépésben adták át.
- 1958: Resnik–Vreoci
- 1959: Podgorica–Bar
- 1968: Vreoci–Valjevo
- 1972: Valjevo–Užice
- 1976: Užice–Podgorica

1975. november 27-én adták át a teljes vonalat.
A  Belgrád–Bar vasútvonal krónikus alulfinanszírozottságban szenvedett az 1990-es években, emiatt az állapota nagyon leromlott. Emiatt 2006-ban bekövetkezett a biočei vasúti baleset, amikor egy személyszállító vonat kisiklott, 45 utas halálát okozva. Napjainkban erőfeszítéseket tesznek rá, hogy alaposan rekonstruálják a vonalat.
1999-ben a vasút szerb részét a szerb háborúban többször is NATO célpont volt, több bombatalálat is érte, de a háború után ezeket már kijavították. A rövid bosznia-hercegovinai szakaszt pedig a szárazföldi SFOR csapatok pusztították el.

## Galéria

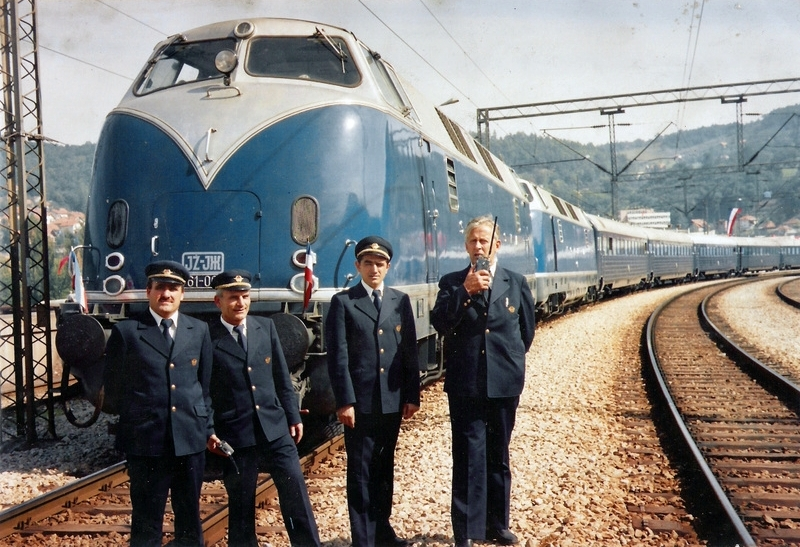
A vasútvonal ünnepélyes megnyitója 1976. május 28-án
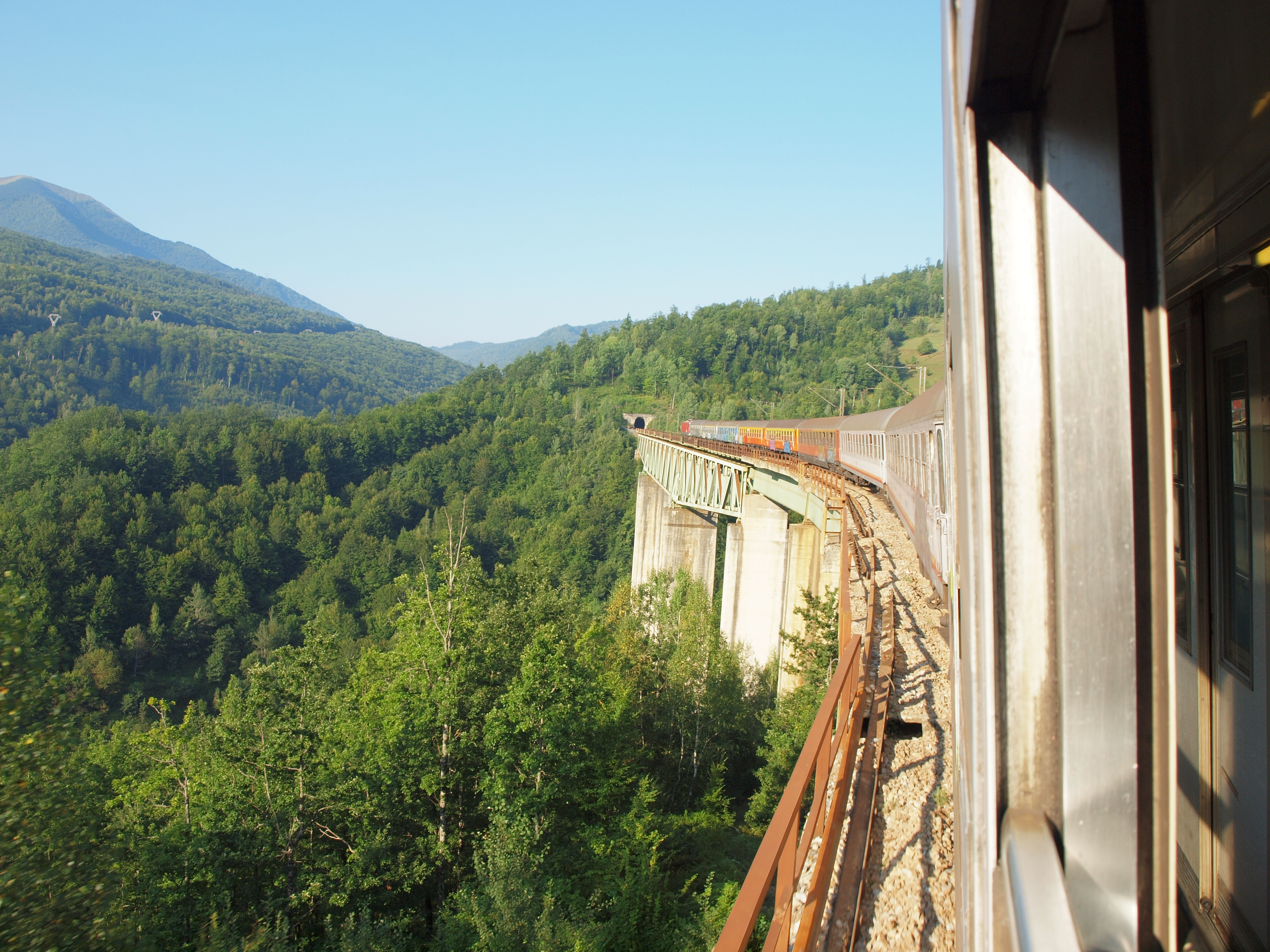
Lim folyó völgyében vezető szakasz